# 바이올렛 스자보

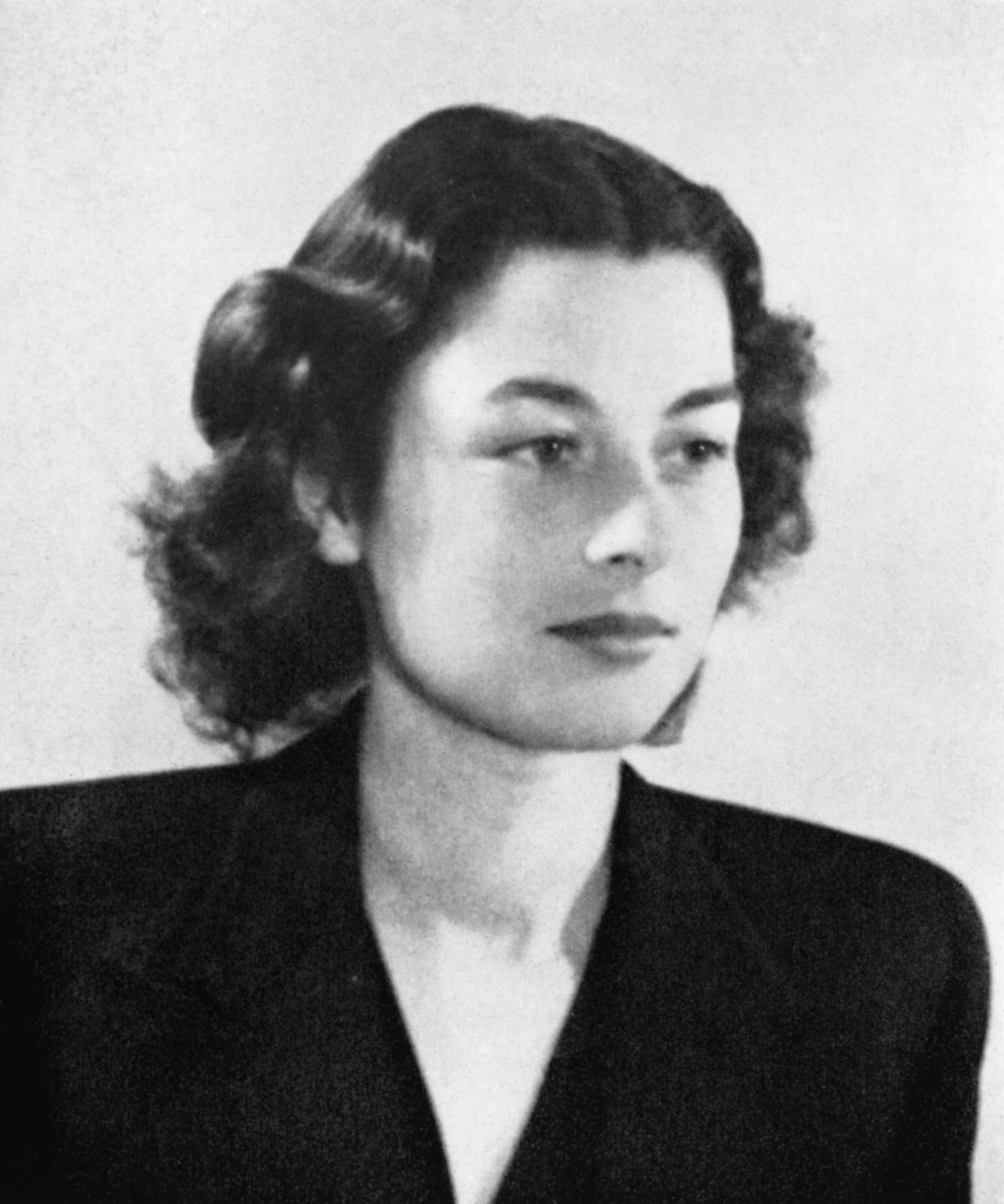

바이올렛 라인느 엘리자베스 스자보(Violette Reine Elizabeth Szabo, 1921년 6월 26일 ~ 1945년 2월 5일)는 제2차 세계 대전 때 영국 특수작전집행부에 소속된 첩보요원이다. 프랑스에서 임무 수행 중 독일군에게 잡혀 심문 및 고문을 당한 뒤 라벤스브뤼크 강제 수용소에서 처형당했다. 공식 소속처는 응급간호의용대(FANY)였으며 최종 계급은 해군소위(Ensign)이다. 사후 조지 십자 훈장이 서훈되었다.
2009년에는 유비소프트에서 스자보를 모델로 한 잠입 게임 《벨벳 어쌔신》을 발매했다.